# هوشایه
هوشایه (به لاتین: Hoshaya) یک منطقهٔ مسکونی در اسرائیل است که در Jezreel Valley Regional Council واقع شده‌است.